# Schizotelopus amazonicus
Schizotelopus amazonicus är en mångfotingart som beskrevs av Sergei I. Golovatch 1994. Schizotelopus amazonicus ingår i släktet Schizotelopus och familjen Fuhrmannodesmidae. Inga underarter finns listade i Catalogue of Life.